# Wolfgang Lipp (Theologe)
Wolfgang Lipp (* 17. Juli 1939 in Stuttgart; † 30. Oktober 2021) war ein deutscher Theologe, Pfarrer und Hochschullehrer.

## Leben
Lipp studierte Philosophie und Evangelische Theologie an den Universitäten Tübingen, Zürich und Marburg. Zwischen 1966 und 1970 war er Repetent am Evangelisch-Theologischen Seminar in Bad Urach. Ab 1970 wirkte er als erster Studentenpfarrer in der ESG für die damals neu gegründete Universität und Fachhochschule Ulm. 1983 erfolgte die Promotion zum Doktor der Theologie in Marburg, ab 1984 arbeitete er als Gemeindepfarrer und Prediger an der Martin-Luther-Kirche in Ulm. Dazu kam 1996 ein Lehrauftrag, später eine Professur an der Hochschule für Bauwesen und Wirtschaft Biberach an der Fakultät für Architektur. Seine Forschungsschwerpunkte und Lehrgebiete waren die Fächer Stadtsoziologie, Stadtgeschichte und Kulturgeschichte. Ab 2005 lebte er im Ruhestand in Ulm.
Wolfgang Lipp erforschte die verschiedenen Wege des Jakobspilgerweges nach Santiago de Compostela, die sich im süddeutschen Raum ermitteln lassen. Dazu zog er kunstgeschichtliche Erkenntnisse hinzu, aber auch die Forschung über alte römische und mittelalterliche Wegverläufe. Genauso interessierte sich Lipp für die spirituelle Dimension des Pilgerns.
Ebenso deutete er in eigenständiger Weise die vielfältige Kunstgeschichte des Ulmer Münsters theologisch. Dies fand seinen Niederschlag in verschiedenen Veröffentlichungen zur Baugeschichte des Münsters und zur Deutung einzelner Architekturmerkmale des größten protestantischen Sakralbaus.

## Werke

### Architektur und Kulturgeschichte
- Der Weg nach Santiago – Jakobswege in Süddeutschland. Ulm 1991, ISBN 3-88294-164-2.
- Bilder und Meditationen zum Marienportal des Ulmer Münsters. Langenau 1983, ISBN 3-88360-042-3.
- Begleiter durch das Ulmer Münster. Langenau 1999, ISBN 3-88360-011-3.
- Das Erbe des Jakobus. Zur Vorgeschichte und Geschichte, zur theologischen und religiösen Bedeutung der Jakobuswallfahrt. Mit einem Anhang über die deutschen Pilgerwege. Abbildungen und Fotografien von Fritjof Betz, Rainer Brockmann u. a., C&S Verlag, Laupheim 2008, ISBN 978-3-937876-18-4.

### Theologie
- Sterben – Anregungen eines Studientages zum Weiterdenken. Hrsg. von Wolfgang Lipp. Armin Vaas Verlag, Langenau-Albeck 1981, ISBN 3-88360-030-X.
- Wer ist Gott? – 1. Korinther 13. In: Gottesdienstpraxis „Beerdigung“. Hrsg. von Erhard Domay. Gütersloh 1996, ISBN 3-579-02981-9, S. 103ff.
- Wo aber der Geist des Herrn ist, da ist Freiheit – Predigten. Reutlingen 1999.